# SpaceX CRS-19
SpaceX CRS-19 – dziewiętnasta misja zaopatrzeniowa  statku Dragon firmy SpaceX do Międzynarodowej Stacji Kosmicznej w ramach programu Commercial Resupply Services organizowanego przez NASA. Start odbył się 5 grudnia 2019 roku. Statek dostarczył 2 617 kg ładunku do stacji ISS. Lądowanie odbyło się 7 stycznia 2020.